# Air Glaciers
Air Glaciers — швейцарская авиакомпания со штаб-квартирой в городе Сьон, предоставляющая услуги чартерных пассажирских и грузовых перевозок на легкомоторных самолётах и вертолётах, обеспечению работы санитарной авиации.
Портом приписки перевозчика является аэропорт Сьон.

## История
Авиакомпания была основана в 1965 году для работы в качестве санитарной авиации. Первоначально компания имела только один вертолёт, затем поэтапно приобретала небольшие самолёты и вертолёты, открыв в дальнейшем рейсы аэротакси между Швейцарией и Корсикой.

## Флот

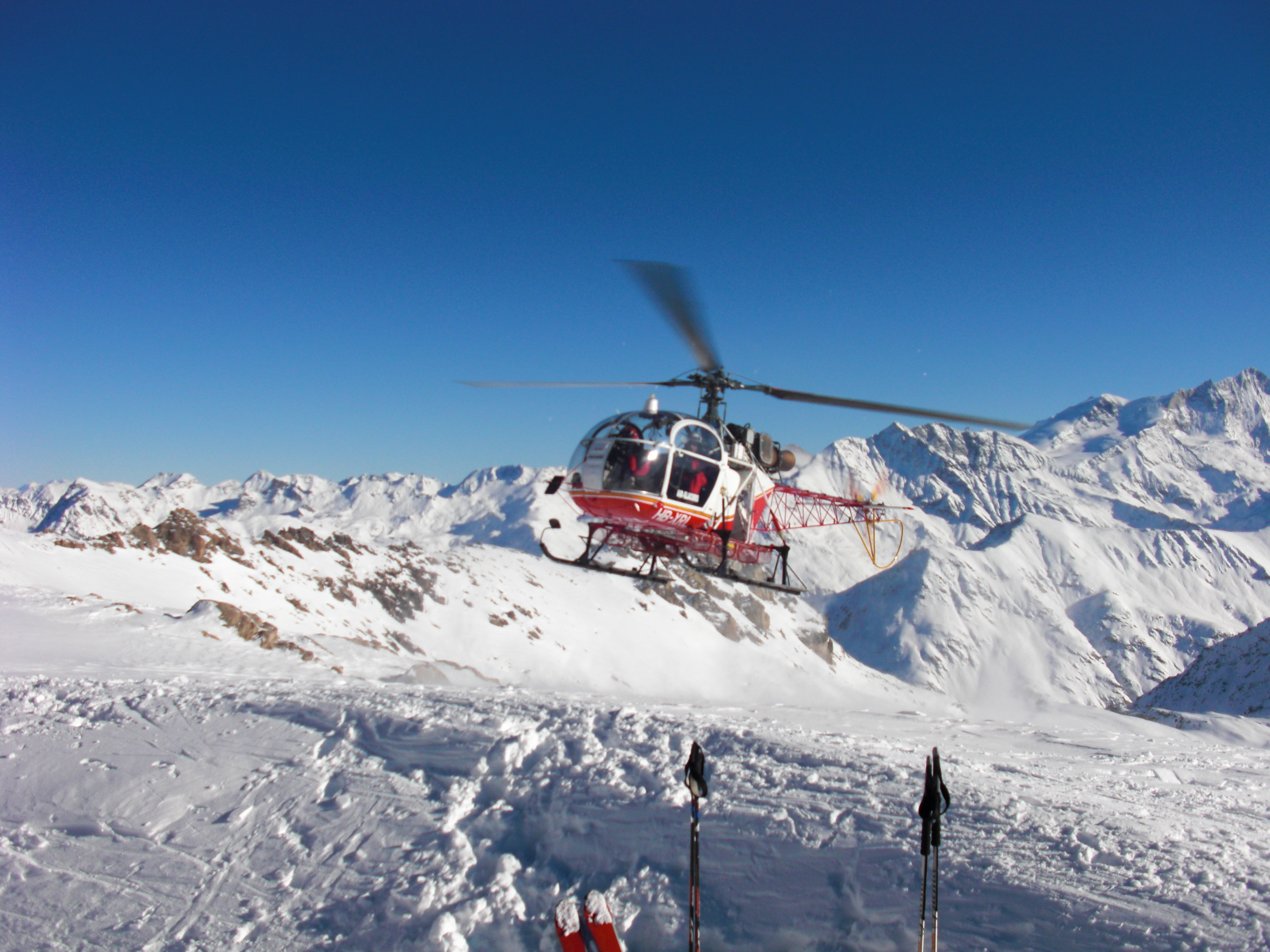
Aérospatiale SA.315B Lama авиакомпании Air Glaciers в заходе на посадку в Вале, расположенном 2983 метра над уровнем моря

В декабре 2013 года авиакомпания Air Glaciers эксплуатировала следующие воздушные суда: